# Magnus Uggla Band sjunger schlagers
Magnus Uggla Band sjunger schlagers är en maxi-EP-skiva från 1979 av den svenska pop- och rockgruppen Magnus Uggla Band. EP-skivan släpptes i mars 1979, och dess namn går både efter det äldre och nyare schlagerbegreppet.

## Låtlista
Sida 1:
1. Johnny the Rocker
2. Leva livet (It's My Party)

Sida 2:
1. Ring ring
2. Mälarö kyrka